# Morcheeba
Morcheeba – angielski zespół muzyczny grający muzykę z pogranicza trip hopu, rocka oraz downtempo. Założony w Londynie w 1995 przez Skye Edwards oraz braci Rossa i Paula Godfreyów. 

## Dyskografia
Albumy
| Who Can You Trust?             | 8 kwietnia 1996      | China, Discovery, Sire, Warner Music | 57 | —  | —  | 100 | —  | — | —  | —  | —  | —  |
| Big Calm                       | 16 marca 1998        | Sire, Warner Music                   | 18 | 18 | 22 | 37  | 81 | — | —  | —  | 22 | —  |
| Fragments of Freedom           | 1 sierpnia 2000      | Reprise, Sire Records, Warner Bros.  | 6  | 10 | 13 | 7   | 19 | — | —  | 53 | 7  | —  |
| Charango                       | 2 lipca 2002         | Reprise, Sire Records, Warner Bros.  | 7  | 10 | 8  | 4   | 11 | — | —  | —  | 18 | —  |
| The Antidote                   | 31 maja 2005         | Echo Records                         | 17 | 5  | 23 | 3   | 40 | — | 82 | —  | —  | 22 |
| Dive Deep                      | 4 lutego 2008        | Echo Records, Ultra Records          | 59 | 15 | 42 | 8   | 44 | — | —  | —  | —  | 31 |
| Blood Like Lemonade            | 13 lipca 2010        | PIAS Recordings                      | —  | 13 | 30 | 3   | 26 | 3 | —  | —  | —  | 12 |
| Head Up High                   | 14 października 2013 | PIAS Recordings                      | —  | —  | 39 | 9   | —  | — | —  | —  | —  | 48 |
| Blaze Away                     | 1 lipca 2018         | Fly Agaric                           | —  | —  | —  | —   | —  | — | —  | 16 | —  | —  |
| Blackest Blue                  | 14 maja 2021         | Fly Agaric                           | —  | —  | —  | —   | —  | — | —  | —  | —  | —  |
| Escape the Chaos               | 23 maja 2025         | 100% Records                         |    |    |    |     |    |   |    |    |    |    |
| "—" pozycja nie była notowana. |                      |                                      |    |    |    |     |    |   |    |    |    |    |

Kompilacje
| Parts of the Process (The Very Best of Morcheeba) | 30 czerwca 2003 | Wydawca: Warner Bros. Records | 6 | 169 | 37 | 6 | 67 | 44 |